# 蒂莫西·M·卡尼
蒂莫西·迈克尔·卡尼（英語：Timothy Michael Carney；1944年7月12日—）是美国外交官和顾问。卡尼担任职业外交官32年，其任务包括越南和柬埔寨以及莱索托和南非，后任驻苏丹大使，后又任驻海地大使。卡尼曾与多个联合国维和部队一起工作，直到最近还领导了海地民主计划，这是在乔治·W·布什总统任期内发起的一项倡议，旨在为该国与美国的长期关系建立更强大的制度基础。

## 延伸阅读
- Petterson, Donald K. . Westview Press, Boulder, Colorado. 1999  [April 8, 2014]. （原始内容存档于2016-12-27）.
- Kennedy, Charles Stuart.  (PDF). The Association for Diplomatic Studies and Training Foreign Affairs Oral History Project. Association for Diplomatic Studies and Training. June 24, 2002  [April 7, 2014]. （原始内容 (PDF)存档于2021-04-27）.